# Monte-Carlosimulatie
In de statistiek is Monte-Carlosimulatie een simulatietechniek waarbij een fysiek proces niet één keer maar vele malen wordt gesimuleerd, elke keer met andere startcondities. Het resultaat van deze verzameling simulaties is een verdelingsfunctie die het hele gebied van mogelijke uitkomsten weergeeft. De achterliggende gedachte is om 
problemen die analytisch moeilijk of niet oplosbaar zijn, numeriek op te lossen met behulp van de steekproeven.
De term Monte-Carlo is afgeleid van het beroemde casino uit Monte Carlo. Dat betekent niet dat het een methode is die gebaseerd is op gokken. Het refereert aan de manier waarop, voor elke nieuwe simulatie (een van de vele), de startcondities worden bepaald, uitgaande van een verzameling van reëel te verwachten condities.
Monte-Carlosimulaties worden in verschillende wetenschappelijke toepassingen gebruikt, zoals bij verschillende NASA-projecten waar onzekerheden een belangrijke rol spelen. Ook economische problemen maken veelvuldig gebruik van Monte-Carlosimulaties.
De Monte-Carlomethode wordt meestal toegepast in situaties waarin:
1. Het resultaat van een enkele simulatie niet voldoende representatief is in verband met de in werkelijkheid te verwachten variatie van (of onzekerheid met betrekking tot) de startcondities.
2. De variatie of onzekerheid van die startcondities bekend is of met voldoende betrouwbaarheid ingeschat en gekwantificeerd kan worden.

De Monte-Carlosimulatietechniek is alleen maar mogelijk dankzij de beschikbaarheid van computers. Immers, een enkele simulatie op zich vraagt in het algemeen al veel rekenkracht. Deze simulatie moet nu, afhankelijk van het gewenste betrouwbaarheidsniveau tientallen tot enkele duizenden malen herhaald worden, elke keer met een nieuwe set invoervariabelen.

## Fasen in Monte-Carlosimulaties
Een complete Monte-Carlosimulatie bestaat uit een drietal fasen:

### Preprocessing
De invoer hiervoor bestaat uit een complete set van invoervariabelen, waarbij elk van deze variabelen, voor zover geen onderlinge afhankelijkheid bestaat, gerepresenteerd wordt door een nominale waarde, een spreiding rond die waarde en een daarbij te definiëren kansverdeling. Voor elke individuele simulatie wordt in de preprocessor een nieuwe set van invoervariabelen gegenereerd. Voor elk van deze variabelen wordt door de preprocessor een willekeurige waarde gekozen, binnen het opgegeven spreidingsgebied en met inachtneming van de kansverdeling. (Dit is het Monte-Carloaspect van de simulatie.)

### De simulatie
Hier worden de simulaties uitgevoerd, elke simulatie met weer een andere door de preprocessor gedefinieerde set van invoervariabelen.

### Postprocessing
Hier wordt de grote hoeveelheid uitvoer van alle simulaties geordend en de resultaten worden gepresenteerd in de vorm van kansverdelingen, maxima, minima, gemiddelden of wat verder gewenst is.

## Voorbeeld
De remweg van een auto bij een bepaalde snelheid en rempedaaldruk kan met behulp van een simulatie worden berekend, afhankelijk van een aantal inputvariabelen zoals:
- massa van de auto
- bandenspanning
- bandenprofiel
- wegdektoestand
- luchtdruk
- luchtweerstandscoëfficiënt
- weghelling

Eén enkele simulatie met nominale waarden voor al deze variabelen geeft één enkele remweg in meter als resultaat.
Als elke invoervariabele een range van waarden rond een nominale waarde bestrijkt volgens een daarbij behorende kansverdeling en de simulatie een aantal keren wordt uitgevoerd volgens de Monte-Carlomethode, zullen de uitkomsten een gebied bestrijken met een overeenkomstige kansverdeling.
Soms is a priori duidelijk welke combinatie van invoervariabelen resulteert in een minimale remweg en is één enkele simulatie met die bepaalde invoer voldoende om het gewenste resultaat te verkrijgen. De gevallen waarbij dit niet zonder meer duidelijk is, zijn geëigend voor berekening met behulp van de Monte-Carlomethode.

## Bepaling van de spreiding en kansverdeling van een invoervariabele
In het algemeen zijn er twee factoren die de onzekerheid van de invoer bepalen:
1. Variatie in fysieke eigenschappen of omstandigheden (zie boven)
2. Ontwerponzekerheden

In de ontwerpfase van een systeem, wanneer nog niet alle delen uitgevouwen zijn, kan de onzekerheid met betrekking tot de uiteindelijke eigenschappen van een deel gedefinieerd worden middels een spreiding. De daarbij behorende kansverdeling is dikwijls moeilijk te bepalen, maar er zal toch iets moeten worden opgegeven. In het algemeen komt daar nog eens bovenop de variatie in fysieke eigenschappen of omstandigheden voor een systeem dat volledig ontwikkeld is.